# جيني روس كوب
جيني روس كوب (بالإنجليزية: Jennie Ross Cobb)‏ هي أزهارية أمريكية، ولدت في 26 ديسمبر 1881 في تاهليكوا في الولايات المتحدة، وتوفي بنفس المكان في 19 يناير 1959.